# 微型载具

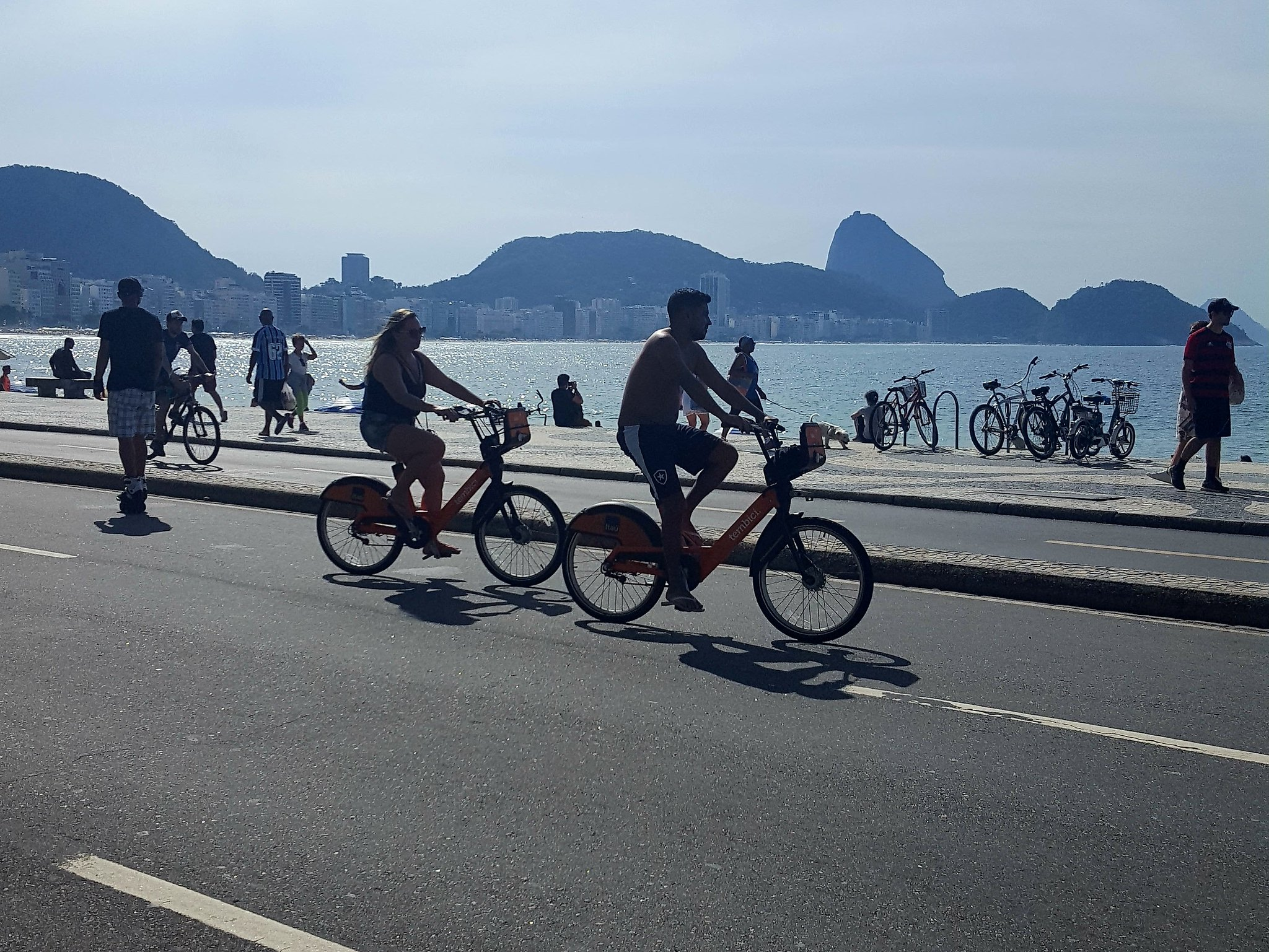
二個人在巴西騎BikeRio共享自行車

微型载具（Micromobility）是指小型、輕量化的車輛，包括自行車、躺車、电动自行车、电动滑板车、电动滑板、公共自行車，以及有踏板的电动助力车。
微型载具最早的定義是總車重小於500（1,100磅）。不過国际汽车工程师学会在2018年的標準中有新的定義，排除了内燃机車輛，也排除最高速度超過45每小時（28英里每小時）的車輛。
一般認為micromobility是霍雷斯·德迪尤在2017年所發明的詞語，不過早在2010年時在網路上就已出現此一詞語。

## 特點
微型载具使用低速、單人操作、用在短距離行進的有輪載具（車輛或是滑板車）。微型载具的動力來源可以是人力、燃料或是電力以及其組合。微型载具的合法性以及使用情形會依司法管轄區而不同。
微型载具可以使用個人的載具，或是類似公共自行車的共享式租賃載具。
依照欧洲联盟對微型载具的定義，微型载具一般可以歸類為自行車，允許使用自行车基础设施，例如自行车專用道、自行車快速道路以及街外的小徑。微型载具歸類為自行車，也讓車主不用登記、不用繳交機動車登記費用，也不用辦理责任保险。
在歐盟的車輛分類中，微型载具是L類，不列在M類、N類、O類或是其他更高的分類中。

## 例子
依照美國聯邦的規定，自行車、電動機車和滑板屬於微型载具。其他的微型载具包括有高爾夫球車、滑板車、Onewheel、 轮滑鞋、賽格威、單輪腳踏車、三輪車、handcycle、電動代步車、quadracycle和輪椅。

## 輕型電動車
許多的微型载具也歸類在輕型電動車（light electric vehicle，簡稱LEV）內，像是电动自行车、電動機車、电动滑板、電動單輪車以及onewheel。歸類為輕型電動車的車輛種類會視所在國家而不同。輕型電動車會以時程不超過25 km/h來設計，各國也會依輕型電動車，有各自不同的細部分類，有些分類會依總車重和最大功率輸出來分類。